# ダロン・ウィークス
ダロン・ジェームズ・ウィークス（Dallon James Weekes、1981年5月4日 - ）は、アメリカ合衆国のシンガーソングライター、マルチ・インストゥルメンタリスト。2016年にアイ・ドント・ノウ・ハウ・バット・ゼイ・ファウンド・ミーを結成し、同バンドのフロントマンとして活動している。
過去にはザ・ブロベックスのフロントマンや、パニック!アット・ザ・ディスコのメンバーとして活動していた。

## 経歴

### 生い立ち
ミズーリ州で生まれ、ユタ州で育つ。1999年にクリアフィールド高校を卒業。
19歳から21歳までの2年間にわたって、オクラホマ州で宣教師として務めた。

### ザ・ブロベックス（2002年 - 2013年、2024年 - ）
2002年、マイケル・グロスやウィークスと同じく100 Westのメンバーだったスコット・ジョーンズとマット・グラスとともにザ・ブロベックスを結成。結成以来幾度かメンバーチェンジがありながら、アルバムの発売やライブ活動が行なわれた。後にアイ・ドント・ノウ・ハウ・バット・ゼイ・ファウンド・ミーで活動をともにするドラマーのライアン・シーマンとは2007年に出会っており、シーマンも2008年にザ・ブロベックスのドラマーとして在籍していた。
2010年9月、オンライン上でミュージカル『リトル・ショップ・オブ・ホラーズ』の劇中歌の「Skid Row」のカバー音源を公開。このカバー音源にはパニック!アット・ザ・ディスコのブレンドン・ユーリー（イントロのボーカル / オードリー役）、マット・グラス（ドラム・キーボード）、ザ・キャブのイアン・クロフォード（ギター）も参加した。
2012年11月5日、Bandcamp上で2曲入りEP『Quiet Title EP』を発売（現在は削除済み）、同月30日にはシングル『Christmas Drug』が発売された。2013年5月3日、ザ・ブロベックスとして最後のライブを開催した。
2024年12月11日、2作目のスタジオ・アルバム『Happiest Nuclear Winter』を2025年1月1日に再発売することを発表。2025年1月2日、近日公開予定となっているドキュメンタリー『Not Dead Yet』の予告編を公開。
2025年3月、ウィークス、グラス、グロスの3人が『ロック・サウンド』誌の取材に応じ、「少なくとも2曲」の新曲を制作していることを明かした。

### パニック!アット・ザ・ディスコ（2009年 - 2017年）

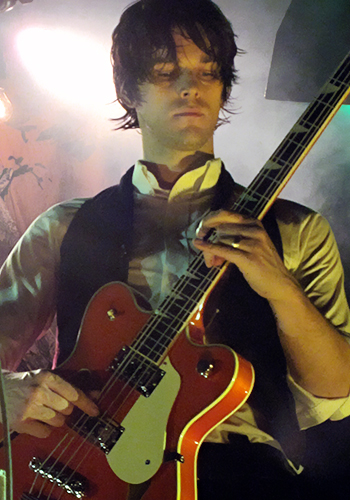
2011年のウィークス

2009年、ギタリストのライアン・ロスとベーシストのジョン・ウォーカーが脱退したパニック!アット・ザ・ディスコに、フロントマンであるブレンドン・ユーリーに誘われてザ・キャブのギタリストであるイアン・クロフォードとともにツアー・メンバーとして参加。翌年に正式なメンバーとなった。
2011年に発売された3作目のスタジオ・アルバム『悪徳と美徳』では、作曲作業や録音作業には関わっておらずメンバーとしてクレジットに表記されていないが、ジャケット写真のデザインを手がけ、「ブレンドン・ユーリー（フロントマン）とスペンサー・スミス（ドラマー）の後ろに立つ仮面を被った人物」として登場している。2013年に発売された4作目のスタジオ・アルバム『生かしておくには型破り過ぎるが、殺すにはレアすぎる!』では、ベースとシンセサイザーの演奏、バッキング・ボーカル、楽曲の作詞作曲を担当した。
5作目のスタジオ・アルバム『ある独身男の死』の発売が告知された時期に、ウィークスの扱いが正式メンバーからツアー・メンバーに降格となったことが噂され、2015年10月に公式Twitter上でベースの演奏は継続する一方で、「創作面で関わることはない」と述べた。2020年9月に『NME』の取材で「僕がパニック!とレコードを1枚作ったその後、彼らはレコードを作るためにヒットメーカーを雇い始めた。だから彼らはもう僕を必要としなくなったんだ」と語っている。
2017年12月27日、自身のInstagramでパニック!アット・ザ・ディスコの活動からの別離を発表した。

### アイ・ドント・ノウ・ハウ・バット・ゼイ・ファウンド・ミー（2016年 - ）

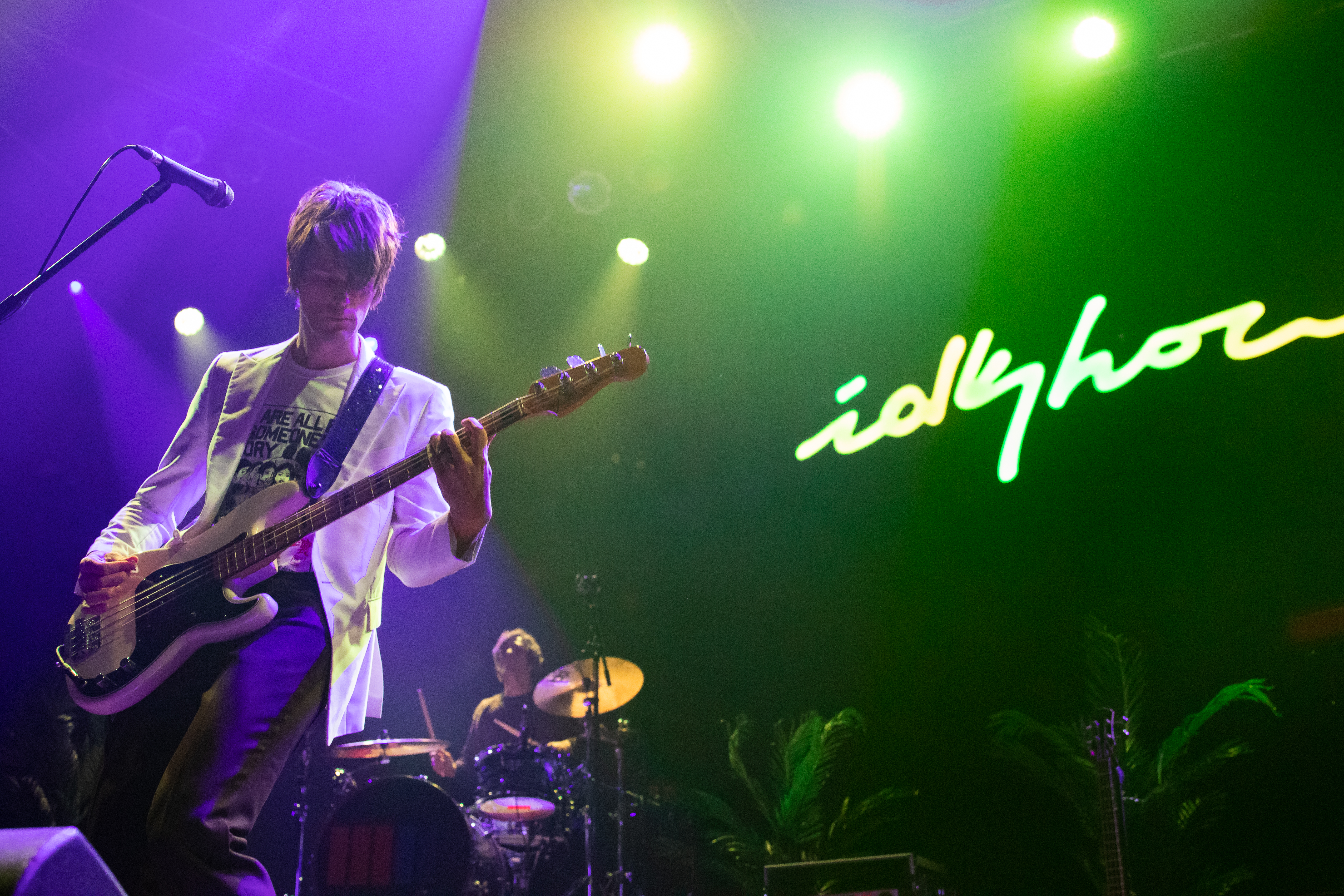
シカゴ公演にて（2022年）

パニック!アット・ザ・ディスコとの活動と並行して、ウィークスは楽曲制作や録音作業を行っていた。レコーディングにはシーマンが参加し、これがアイ・ドント・ノウ・ハウ・バット・ゼイ・ファウンド・ミーとしての活動に繋がっていくこととなった。
2016年12月6日に開催された『Emo Nite Los Angeles' 2-year anniversary』に事前告知なく出演、ユニットとして初のライブとなった。
2018年8月にフィアレス・レコードと契約したことが発表され、同年11月に発売されたEP『1981 Extended Play』でデビュー。同作は『ビルボード』誌のHeatsekers Albumsで第1位を獲得した。
2023年9月16日にシーマンの脱退が発表され、以降はウィークスのソロ・プロジェクトとして活動を継続している。

### ソロ活動

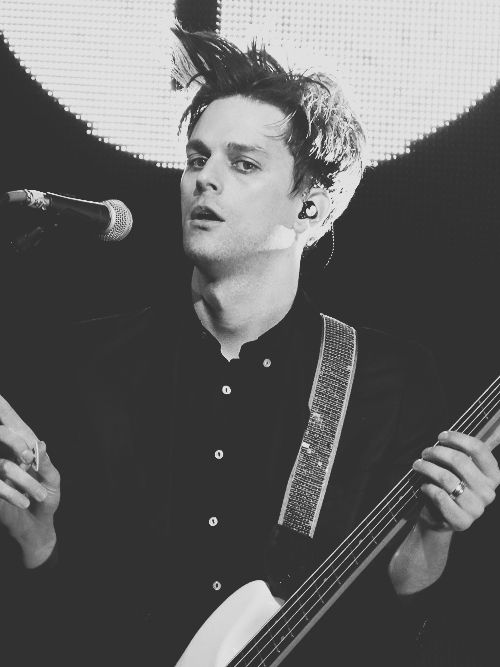
『Save Rock and Roll Tour』でのウィークス（2014年）

2014年11月、クリスマスソング「Sickly Sweet Holidays」を発売。楽曲にはザ・ブロベックスの元バンドメイトであるシーマン（ドラム & ギャングボックス）とグラス（共同プロデューサー）とブライアン・シマンスキ（ピアノ）のほか、トゥエンティ・ワン・パイロッツのタイラー・ジョゼフ（バッキング・ボーカル）が参加した。同作には当初ジョゼフが歌うヴァースが含まれていたが、権利上の問題を理由に最終ミックスから省かれた。
2015年10月、公式YouTubeチャンネルで2分間のカバー動画シリーズ「DALLON WEEKES TWOMINCVRS」を始動。同時に3曲入りのデジタルEP『TWOMINCVRS』が発表された。
2016年11月25日、2曲目のクリスマスソング「Please Don't Jump (It's Christmas)」を発売。同曲のドラムはシーマンが演奏し、マスタリングはグラスが手がけた。
2025年2月1日、同年1月にロサンゼルスで発生した山火事の被害者を支援することを目的としたファントム・プラネット主催のチャリティー・コンサートに出演。同公演では同じくパニック!アット・ザ・ディスコの元メンバーであるライアン・ロスとも共演した。

## 私生活
2006年3月18日、モデルで女優のブリージー・ダグラス（Breezy Douglas）と結婚し、その後ブリージーとの間に2人の子を授かった。
末日聖徒イエス・キリスト教会の教徒であることを公言している。
2023年10月に注意欠陥・多動性障害と自閉症スペクトラム障害の診断を受けたことを明かしている。

## 作品

### パニック!アット・ザ・ディスコ
- 『悪徳と美徳』 – Vices & Virtues（2011年）
  - ジャケット写真のデザインを担当。
- 『生かしておくには型破り過ぎるが、殺すにはレアすぎる!』 – Too Weird to Live, Too Rare to Die!（2013年）
  - ベース、シンセサイザー、バックグランド・ボーカル、作詞作曲（「ミス・ジャクソン」「カジュアル・アフェアー」「ジ・エンド・オブ・オール・シングス」を除く）を担当。
- Nicotine EP（2014年）
  - ベース、バックグランド・ボーカル、作詞作曲を担当。
- All My Friends We're Glorious: Death of a Bachelor Tour Live（2017年）
  - ベース、バックグランド・ボーカルを担当。

### ソロ名義
EP
- TWOMINCVRS（2015年）
- Xmas Jambz EP（2015年）
- TWOMINCVRS EP（2016年）

## ノミネート歴
| 年   | 賞                             | カテゴリ             | ノミネート対象     | 結果       | 注     |
| ---- | ------------------------------ | -------------------- | ------------------ | ---------- | ------ |
| 2015 | Alternative Press Music Awards | ベスト・ベーシスト賞 | ダロン・ウィークス | ノミネート | [ 56 ] |